# Commanderie de Courval
La commanderie de Courval (ou de Corval) se situe sur le territoire de la commune nouvelle de Valdallière, au lieu-dit l'Hôpital, à 3 km au nord-est du bourg de la commune déléguée de Vassy, département du Calvados, région Normandie

## Historique
Les documents de fondation ont disparu, mais le manoir du Temple de Courval parait avoir été fondé en même temps que les autres préceptorats par Philippe de Vassy, Guillaume de Vicques et quelques autres. Leur participation à cette fondation se trouve dans un accord fait au mois de juin 1226, en présence de Guillaume Acarin, fondateur et doyen de la collégiale du Saint-Sépulcre de Caen, entre l'abbé et les religieux d'Aunay, d'une part, et Guillaume d'Aquila, précepteur des maisons du Temple, en Normandie, ainsi que ses frères de la milice du Temple de Courval, d'autre part. Ce litige concernait une contestation pour la dîme de Vassy et de celle du fief d'Aligny, donnée à ces derniers par Philippe de Vassy. 
Le 13 octobre 1307, sur ordre du roi de France, Philippe Le Bel, les Templiers du duché furent tous arrêtés. À Courval, les officiers royaux commandés par Thomas Alapenne envahirent la commanderie et se saisirent du commandeur, Étienne de Châteauneuf, et de ses deux chevaliers, Guillaume Tane et Richard Bellenguel. Les moines soldats de Courval furent conduits sous bonne escorte au châtelet de Caen où ils furent emprisonnés et interrogés. Ils avouèrent sans tortures avoir renié leurs vœux. Condamnés, ils ne furent pas exécutés.

### Les Hospitaliers
La commanderie de Courval revint à l'ordre de Saint-Jean de Jérusalem lors de la dissolution de l'ordre du Temple, le 22 mars 1312.
Divers actes passés devant les baillis de Caen, en 1375 et 1376, signalent que les Hospitaliers, en héritant de la commanderie de Courval, héritèrent également du procès que ces derniers avaient à soutenir contre l'abbé et les religieux d'Aunay pour la dîme de Vassy. On y voit que le premier commandeur de l'Hôpital de Courval après les Templiers, fut Simon du Fay, dont le sceau portait pour devise « Faites bien et laissez dire ».
Dans une série d'articles parus en 1937 dans le Journal de Condé, sous le titre Notre Vieux Bocage, l'auteur (A. D.) signale qu'il existait un cimetière à Courval à l'emplacement du jardin légumier de la ferme où les Templiers puis les Hospitaliers auraient été enterrés. Il ne signale pas la particularité des Templiers qui enterraient leurs chevaliers, bras et jambes croisés, pour laquelle il n'existe aucune explication.
Le lieu est mentionné dans une lettre du roi Henri V d'Angleterre, en date du 21 mars 1419, pour ordonner la restitution des biens du prieuré ou hôpital de Courval.
Les Hospitaliers, en 1775, possédaient un domaine de 75 hectares et 108 hectares loués sur les paroisses de Vassy, Le Theil, Estry, etc. Le chapelain qui desservait la chapelle avait un curieux privilège : celui de faire l'eau bénite et le pain bénit tous les dimanches. L'évêque ayant voulu mettre fin à cette pratique, le commandeur des Hospitaliers, Michel de Gastines, lui fit signifier que les privilèges de son ordre étaient hors de sa portée. Les commandeurs ne résidaient pas sur place, le logement étant réservé au fermier, mais des pièces leur étaient réservées en cas de visite, le dernier fut le frère Antoine Boscheron qui résidait habituellement à Paris.

### Après la Révolution de 1789
L'ordre de Saint-Jean de Jérusalem conserva la propriété du lieu jusqu'à la révolution. L'inventaire révolutionnaire existe toujours aux archives du Calvados.
La commanderie a été redécouverte, en 1991, par un particulier qui décide de s'attacher au lieu et de le valoriser. La propriété était devenue exploitation agricole, et la chapelle servait de remise à fourrage. C'est à son initiative, soutenue par l'association « Les amis de la commanderie de Courval », que la chapelle sera classée Monument historique et que le site était entretenu et mis en valeur. Mais en 1999, le propriétaire est contraint de vendre et l'association est dissoute.
Dégradée du fait de son abandon, la propriété est achetée en novembre 2021 par un couple d'architectes, avec objectif d'adapter, sans dénaturer les lieux, la chapelle à l'accueil de concerts, de spectacles et d'expositions, le logis en résidence familiale avec salon de thé au rez-de-chaussée, et les dépendances en gites.

### Dépendances
Les domaines de ce membre se composaient de sept à huit petits fiefs, situés à Vassy et aux environs, diverses redevances dans les paroisses du Tourneur, moulin à blé, et de Saint-Pierre-Tarentaine, ainsi que de plusieurs tennemens dont l'un nommé La Templerie, situé dans la paroisse du Chêne-Dollé, actuellement commune de Chênedollé indique suffisamment son origine. La position d'un autre situé dans la paroisse de la Villette, près de la Hogue du Mont-Pelé, pourrait faire soupçonner qu'il s'y trouverait peut être un tumulus du même genre que celui de la hogue de Fontenay le Marmion.
Le prieur de Courval jouissait en outre d'un tiers de la dîme de Vassy ainsi que des cens et rentes de l'Hôpital. Tous les revenus de ce membre n'étaient cependant affermés que 750 livres par an.

## Architecture

### La chapelle

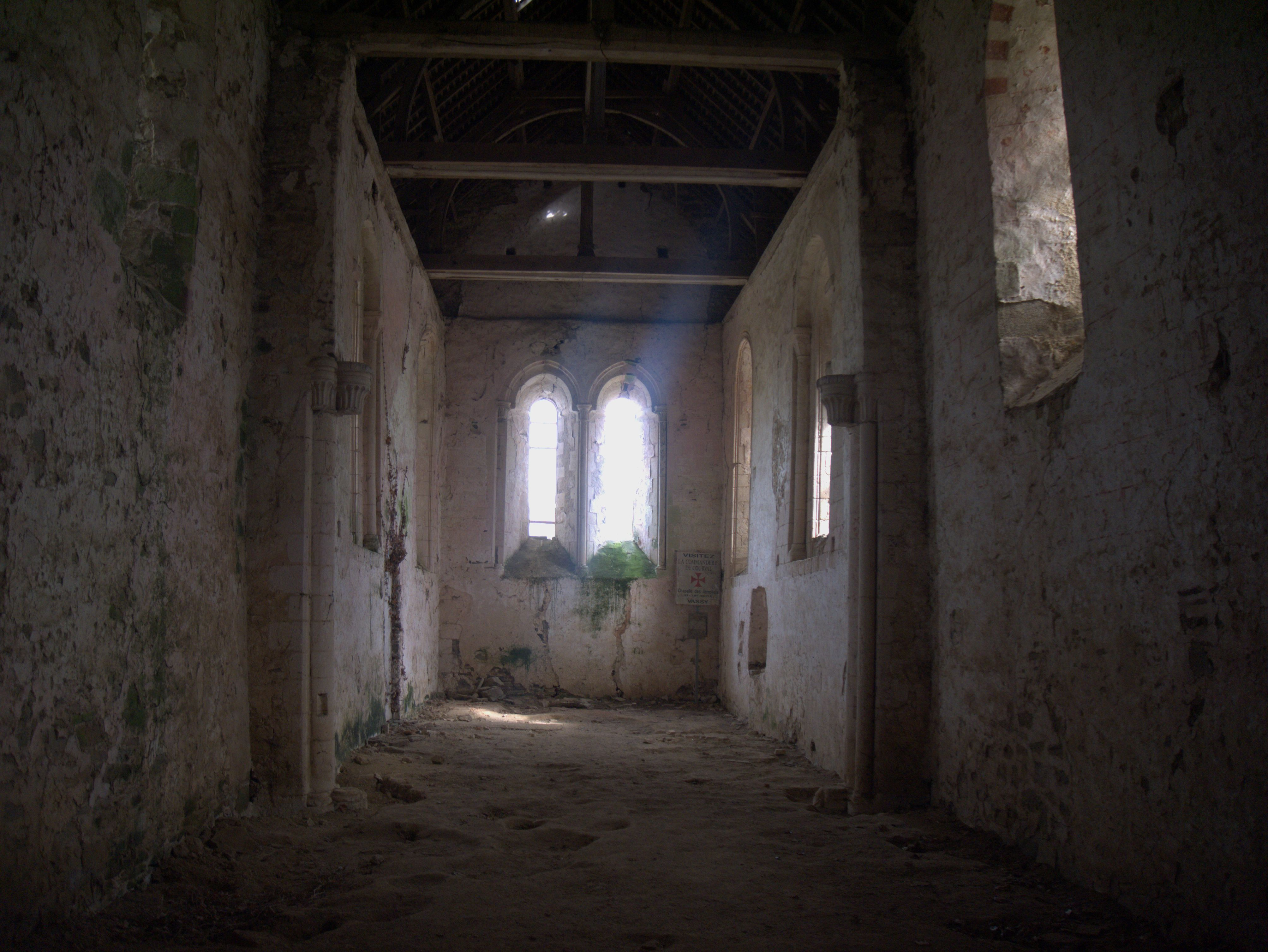
Intérieur de la chapelle (mars 2015)

Elle est classée monument historique le 2 septembre 1994. C'est une construction de la moitié du XIIe siècle en plein cintre et cinq contreforts droits. Elle est percée de quatre hautes fenêtres et d'une porte en plein cintre. À l'intérieur, une arcade, quelques fragments de sculptures et des fresques peu entretenues depuis des décennies. Le clocher a disparu.

### Le logis du commandeur

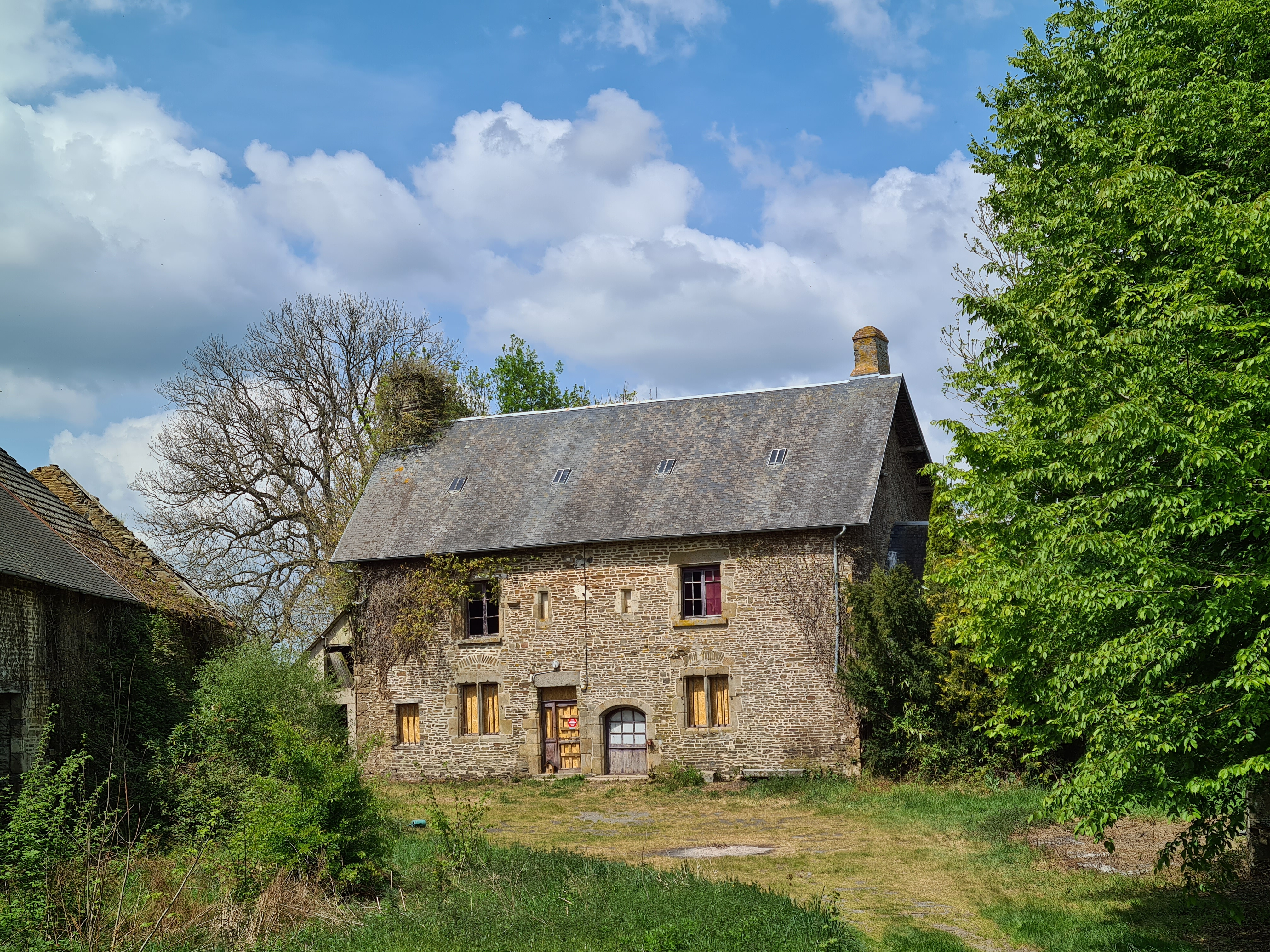
Le logis en 2022.

Le logis seigneurial, ou résidait le commandeur, était une vaste demeure à un étage, d'une grande simplicité, mais dont les fenêtres étaient élégamment sculptées. Il fut reconstruit au XVe siècle, c'est-à-dire pendant la période hospitalière. La maison du Temple primitive avait été incendiée et détruite en 1346, lors de la guerre de Cent Ans.

## Commandeurs templiers
| Nom du commandeur                                  | Dates        |
| Étienne de Châteauneuf ou de Noefcastel, chevalier | vers ? -1307 |

Au moment de l'arrestation le 18 octobre 1307, il y avait avec le commandeur deux autres chevaliers : Richard Bellenguel et Guillaume Tane.

## Sources
- La « Commanderie de Courval », notice no PA00132948, sur la plateforme ouverte du patrimoine, base Mérimée, ministère français de la Culture.
- La Commanderie de Courval sur le Projet Beauceant.
- Le préceptorat de Courval sur un site d'histoire de la Normandie.